# 4997 Ксана
4997 Ксана (4997 Ksana) је астероид главног астероидног појаса са средњом удаљеношћу од Сунца која износи 2,866 астрономских јединица (АЈ).
Апсолутна магнитуда астероида је 11,9.